# 姜英哲
姜 英哲（カン・ヨンチョル、朝鮮語: 강영철）は、朝鮮民主主義人民共和国の政治家。朝鮮労働党中央委員会委員候補。水産相、水産責任指導員などを歴任した。

## 経歴
出生地や生年月日は不明。1997年9月に水産責任指導員に就任した。2007年11月に水産副相に任命され、2015年5月に水産相に任命された。2016年5月9日に開催された朝鮮労働党第7次大会で朝鮮労働党中央委員会委員候補に選出されたが、2017年7月に水産相を解任された。

## 参考サイト
- 북한정보포털

| 先代李赫 | 水産相2015年 - 2017年 | 次代宋春燮 |